# Lloc de culte
Un lloc o centre de culte és un edifici o un indret obert al públic destinat al culte religiós i pot incloure des d'un temple, un lloc sagrat, una sala, una assemblea comunitària, o fins i tot un habitatge usat per un grup religiós. Així, una església, mesquita, sinagoga, santuari o monestir, són diversos exemples de llocs de culte actius usats per les religions monoteistes més esteses en l'actualitat.
Històricament han existit centres de culte oficials, per a una comunitat d'iniciats (com els ritus celebrats en les reunions de l'orfisme i els rituals clandestins (com les sales de missa dels primers cristians a les catacumbes). També s'han celebrar sacrificis i pregàries a llocs naturals considerats sagrats, com a prop dels arbres, pedres grans o fonts d'aigua. Altres centres de culte han estat els cementiris en totes les seves versions i les fogueres dels poblats.